# I Can See You
I Can See You es un EP lanzado por la banda estadounidense de hardcore punk, Black Flag, en 1989 por SST Records. Este fue puesto a la venta tres años después de que la banda se separara y es el último registro en estudio de la banda, hasta de su próximo y séptimo álbum de estudio lanzado en 2013. 
El material fue grabado antes de la partida del baterista Bill Stevenson y de la bajista Kira Roessler, durante la época de In My Head.

## Lista de canciones
Todas las canciones escritas por Greg Ginn, excepto donde se indica.
1. «I Can See You» - 3:19
2. «Kickin' & Stickin'» - 1:23
3. «Out of This World» (Roessler/Stevenson) - 2:12
4. «You Let Me Down» (Rollins/Stevenson) - 3:40